# Nyctiophylax adaequatus
Nyctiophylax adaequatus är en nattsländeart som beskrevs av Wang, Yang in Yang, Wang och Charles William Leng 1997. Nyctiophylax adaequatus ingår i släktet Nyctiophylax och familjen fångstnätnattsländor. Inga underarter finns listade i Catalogue of Life.